# Millana (kommunhuvudort)
Millana är en kommunhuvudort i Spanien.   Den ligger i provinsen Provincia de Guadalajara och regionen Kastilien-La Mancha, i den centrala delen av landet, 100 km öster om huvudstaden Madrid. Millana ligger 819 meter över havet och antalet invånare är 165.
Terrängen runt Millana är kuperad åt nordväst, men åt sydost är den platt. Terrängen runt Millana sluttar söderut. Runt Millana är det mycket glesbefolkat, med 4 invånare per kvadratkilometer. Närmaste större samhälle är Sacedón, 14,0 km väster om Millana. Trakten runt Millana består till största delen av jordbruksmark.